# Свети Димитър (Иловица)
„Свети Димитър“ (на македонска литературна норма: „Свети Димитар“, „Свети Димитриј“) е православна църква в струмишкото село Панчарево, Северна Македония. Част е от Струмишката епархия на Македонската православна църква – Охридска архиепископия.
Църквата е построена като малък храм в 1796 година и едва втората в Струмишко, построена в XVIII век. По-късно е разрушена и обновена наново в 1915 година. Храмът е трикорабна псевдобазилика с равен дървен таван на трите кораба.
От стария храм има запазени ценни икони.